# The Juvenile
The Juvenile è un brano del 2002 degli Ace of Base.
Secondo estratto dall'album Da Capo la canzone venne scritta nel 1995 per la colonna sonora del film GoldenEye. Il progetto non convinse molto la casa discografica Arista che sostituì il gruppo con un altro artista, ovvero Tina Turner. Il brano che all'epoca si intitolava The Goldeneye è rimasto comunque invariato nella musica e nel testo. Il demo ufficiale è disponibile in YouTube.
Commercializzato come singolo solo in Germania, il brano raggiunse la 78ª posizione.